# Jean-Paul Gehler
Jean-Paul Gehler (* 1. Juli 1951 in Bassecourt; † 31. Juli 2005 in Yvonand) war ein Schweizer Politiker (SVP, später CVP). Von 1979 bis 1987 vertrat er den Kanton Bern im Nationalrat.

## Biografie
Der Sohn des Politikers Paul Gehler und dessen Ehefrau Anita absolvierte das Kollegium St. Michael in Fribourg. Er studierte anschliessend Recht an der dortigen Universität und arbeitete danach als Rechtsanwalt. In der Jurafrage positionierte er sich als entschiedener Gegner der Separatisten. 1973 übernahm er die Leitung der von seinem Vater gegründeten berntreuen Jugendbewegung Jeunesses civiques du Jura bernois, modernisierte sie und benannte sie in Sangliers um. Diese Organisation war ab 1974 der Force démocratique untergeordnet. Das Amt des Vorsitzenden (animateur) der Sangliers hatte er bis 1976 inne, also während der Zeit der Juraplebiszite.
Gehler war ein Förderer der SVP im Vallée de Tavannes und wurde 1974 in den Grossen Rat des Kantons Bern gewählt, dem er bis 1980 angehörte. Als Reaktion auf die Gründung des Kantons Jura zog er 1979 in die bernisch gebliebene Gemeinde Reconvilier um. 1979 schaffte er die Wahl in den Nationalrat, wo er sich insbesondere für die Förderung der Berggebiete einsetzte. Als die SVP ihn 1985 nicht für die Wahlen in den Berner Regierungsrat nominierte, trat Gehler aus der Partei aus und schloss sich der CVP im Laufental an. 1987 trat er als Nationalrat zurück und konzentrierte sich auf seine berufliche Tätigkeit. Er widmete sich insbesondere dem Immobilienhandel und liess sich 1997 in Yvonand im Kanton Waadt nieder.